# Phyllanthus buchii
Phyllanthus buchii är en emblikaväxtart som beskrevs av Ignatz Urban. Phyllanthus buchii ingår i släktet Phyllanthus och familjen emblikaväxter. Inga underarter finns listade i Catalogue of Life.